# Robert Castel (acteur)
Pour les articles homonymes, voir Moyal, Robert Castel et Castel.
Cet article concerne l'acteur. Pour le sociologue, voir Robert Castel (sociologue) et Bob Castel.
Robert Moyal, dit Robert Castel, est un acteur et humoriste français, né le 21 mai 1933 à Bab El Oued, un quartier d'Alger, alors en Algérie française, et mort le 5 décembre 2020 à Paris 13e.
Une grande partie de sa notoriété est venue des sketches dans le registre pied-noir (en particulier avec son personnage de Kaouito) qu’il a interprétés à la télévision avec son épouse Lucette Sahuquet dans les années 1960 et 1970.

## Biographie
Né le 21 mai 1933 à Bab El Oued, il est le fils de Lili Labassi (Élie Moyal), un des maîtres du chaâbi,.
Il débute comme musicien, joueur de tar, puis guitariste, accompagnant son père, compositeur violoniste, et chanteur de chansons légères francarabes. Jeune comédien dans la troupe du Centre régional d'art dramatique d'Alger, Robert Castel joue le rôle de Robert, le bègue dans le spectacle d'improvisation théâtrale sur la vie des pieds-noirs, La Famille Hernandez de Geneviève Baïlac avec Lucette Sahuquet et Marthe Villalonga. La pièce est créée à Paris le 17 septembre 1957. Ayant fait ses premières armes au music-hall, Robert Castel commence sa carrière cinématographique à l'âge de 24 ans dans Les Amants de demain de Marcel Blistène, puis dans Un témoin dans la ville d'Édouard Molinaro.

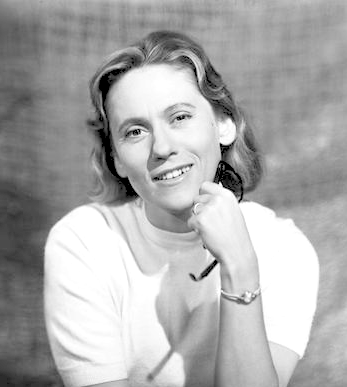
Sa partenaire et compagne Lucette Sahuquet en 1958 (Studio Harcourt).

En 1962, il quitte l'Algérie à la suite de l'indépendance, en compagnie de Lucette Sahuquet qu'il épouse. Le couple crée alors à Paris des sketches en duo, toujours dans le registre pied-noir, avec lesquels ils font notamment les premières parties de spectacles de Frank Sinatra, Marlene Dietrich et Philippe Clay.
Dès lors, et bien que cantonné dans des seconds rôles, il va enchaîner les comédies pendant près de quarante ans. Il va tourner avec des réalisateurs plus ou moins aguerris, notamment avec Serge Korber dans Un idiot à Paris en 1967, Gérard Pirès dans Elle court, elle court la banlieue en 1972 et Attention les yeux ! en 1975, Jean Girault dans Le Permis de conduire en 1973, Robert Dhéry dans Vos gueules, les mouettes ! en 1974, ou bien Georges Lautner dans Il était une fois un flic en 1971.
Il s'aventure parfois dans des projets moins comiques comme L'Insoumis d'Alain Cavalier, Deux Hommes dans la ville de José Giovanni et Dupont Lajoie de Yves Boisset. Mais aussi, toujours dans un registre burlesque, dans Le Grand Blond avec une chaussure noire d'Yves Robert, et Je suis timide mais je me soigne de Pierre Richard, deux films qui ont marqué les années 1970. On l’a vu aussi dans bon nombre de séries télévisées comme Les Saintes Chéries, « série culte » de la fin des années 1960, avec Daniel Gélin et Micheline Presle.
Il a fait partie des Grosses têtes de Philippe Bouvard sur RTL, et des Jeux de 20 heures sur FR3, pendant plusieurs années.
En 2011, il apparaît dans le film El Gusto, de Safinez Bousbia, et participe au concert de l'orchestre El Gusto, à Paris Bercy dans le cadre de la nuit du Ramadan. Il est violoniste et interprète Adjini Adjini, une chanson de son père Élie Moyal (Lili Labassi).
En 2017, Robert Castel fait partie de la distribution du documentaire Les Magnifiques de Mathieu Alterman et Yves Azéroual, qui met en lumière l'histoire de cinq jeunes gens (lui-même, Norbert Saada, Régis Talar, Enrico Macias et Philippe Clair) partis d'Afrique du Nord à l’âge de 20 ans et qui sont considérés comme ayant révolutionné la pop-culture française des années 1960 à 1980,,,.
Il meurt le 5 décembre 2020 à l'hôpital de la Pitié-Salpêtrière à Paris, des suites d'une « longue maladie »,. Il est inhumé le 9 décembre au cimetière parisien de Pantin (Seine-Saint-Denis), en présence de son ami Enrico Macias et de Pierre-Jean Chalençon.

## Filmographie

### Cinéma
- 1955 : Port du désir d’Edmond T. Gréville : un danseur
- 1957 : Les Amants de demain de Marcel Blistène
- 1959 : Un témoin dans la ville d’Édouard Molinaro : Bob la tenaille
- 1964 : L'Insoumis, d’Alain Cavalier : Amerio
- 1967 : Un idiot à Paris de Serge Korber : un agent de police
- 1969 : Les Gros Malins de Raymond Leboursier : un agent au commissariat
- 1969 : Trois Hommes sur un cheval de Marcel Moussy : Norber
- 1969 : La Honte de la famille de Richard Balducci : Gomez
- 1970 : L'Homme orchestre de Serge Korber : un agent
- 1970 : La Ville bidon, La Décharge, de Jacques Baratier : le pied-noir
- 1971 : Il était une fois un flic de Georges Lautner : Rodriguez
- 1972 : Le Grand Blond avec une chaussure noire d’Yves Robert : Georghiu
- 1972 : Elle court, elle court la banlieue de Gérard Pirès : Marcel
- 1972 : Le Complot de René Gainville : Sapporo
- 1973 : Deux Hommes dans la ville de José Giovanni : André, voisin de palier de Delon
- 1973 : Le Permis de conduire de Jean Girault : l'agent
- 1973 : Par le sang des autres de Marc Simenon : Paul
- 1973 : Le Plumard en folie de Jacques Lemoine : M. Albert
- 1974 : Vos gueules, les mouettes ! de Robert Dhéry : Antoine
- 1974 : Par ici la monnaie de Richard Balducci : Roméo
- 1974 : Dupont Lajoie d’Yves Boisset : Loulou
- 1975 : C'est dur pour tout le monde de Christian Gion : M. Gilles
- 1975 : Attention les yeux ! de Gérard Pirès : Chouchou
- 1976 : Les Grands Moyens de Hubert Cornfield : Hubert Lacagne
- 1977 : Arrête ton char... bidasse ! de Michel Gérard : Rodriguez
- 1978 : Vas-y maman de Nicole de Buron : le plombier
- 1978 : Je suis timide mais je me soigne de Pierre Richard : Trinita
- 1979 : Les Borsalini de Michel Nerval : Mohamed Rico
- 1979 : Mais qu'est-ce que j'ai fait au bon Dieu pour avoir une femme qui boit dans les cafés avec les hommes ? de Jan Saint-Hamont : Gabriel Crémieux
- 1979 : Sacrés Gendarmes de Bernard Launois : le gendarme Moreno
- 1980 : Le bahut va craquer de Michel Nerval : le prof d'anglais
- 1982 : Hassan Taxi
- 1982 : Les P'tites Têtes de Bernard Ménez : M. Roger
- 1982 : Le Braconnier de Dieu de Jean-Pierre Darras : le patron du bistrot
- 1982 : Sandy de Michel Nerval : Bob
- 1983 : C'est facile et ça peut rapporter... 20 ans de Jean Luret : Alfredo Moreno
- 1999 : Les Marchands de sable de Pierre Salvadori : Damien
- 2001 : Trois zéros de Fabien Onteniente : l'entraîneur du club de l'Olympique de Paris
- 2004 : Iznogoud : Indjapahn
- 2005 : Du jour au lendemain de Philippe Le Guay : M. Plisson
- 2009 : Un matin d'espérance de Paul de Métairy : Pierre
- 2011 : Teenagers de Paul de Métairy : Pierre
- 2012 : El Gusto de Safinez Bousbia : Robert Castel
- 2016 : Ils sont partout d’Yvan Attal : M. Bensoussan

### Télévision
- 1965 : 22, avenue de la Victoire (mini-série)
- 1966 : Le train bleu s'arrête 13 fois de Michel Drach (série télévisée) : Bob
- 1968 : Les Compagnons de Baal de Pierre Prévert
- 1969 : Agence Intérim de Marcel Moussy et Pierre Neurrisse (série télévisée) : M. Fred
- 1970-1971 : Les Saintes Chéries (série télévisée) : Olivarès
- 1972 : Les Six Hommes en question d’Abder Isker (téléfilm) : Gérôme Marinelli
- 1977 : Un comique né (téléfilm) : Albert, l'impresario
- 1980 : Changements de décors (série télévisée) : Marcel Pirrès
- 1984 : Cinéma 16 (série télévisée) : Babalotu
- 1987 : Qui c'est ce garçon ? (série télévisée) : le traiteur
- 1996 : Les Surprises du chef (téléfilm) : Loiseau/Fechnec
- 1997 : L'Histoire du Samedi (série télévisée) : M. Azoulay
- 2000 : Le Détour (téléfilm) : Damien
- 2000 : Les Déracinés de Jacques Renard (téléfilm) : Albert
- 2005-2006 : Plus belle la vie (série télévisée) : Henri Laroque
- 2006 : Sous le soleil (série télévisée) : docteur Leduc
- 2007 : Les Prédateurs de Lucas Belvaux (série télévisée) : André Guelfi

## Théâtre
- 1958 : La Famille Hernandez de et mise en scène Geneviève Baïlac, Théâtre Charles de Rochefort, Théâtre du Gymnase, Théâtre Antoine en 1960
- 1963 : Purée De Nous Z'otres de Robert Castel et Jacques Bedos, Théâtre des Trois Baudets
- 1969 : Trois Hommes sur un cheval de Marcel Moussy, d'après la comédie de John Cecil Holm et George Abbott, mise en scène Pierre Mondy, Théâtre Antoine
- 1971 : Vos gueules les mouettes, Théâtre des Variétés
- 1973 : Chante, Papa, chante de Marcel Moussy, mise en scène René Dupuy, Théâtre des Nouveautés
- 1996 : La Pêche à la ligne de Jean Barbier, mise en scène François Guérin, Théâtre des Nouveautés

## Publications
- Inoubliable Algérie, Éditions Horay, 1965
- Robert Castel raconte... : les meilleures histoires de Kaouito le pied-noir, Éditions Mengès, 1978
- Je pose 75 mais je retiens tout, Ramsay, 2008 (autobiographie)

## Distinctions

### Décoration
- Chevalier de la Légion d'honneur (14 juillet 2011)[10]

## Liens

### Internes
- Humour juif

### Externes
- Ressources relatives à l'audiovisuel :   - Africultures
  - AllMovie
  - Allociné
  - IMDb
  - Rotten Tomatoes
- Ressources relatives à la musique :   - Discogs
  - MusicBrainz
- Ressource relative au spectacle :   - Les Archives du spectacle
- Notices d'autorité :   - VIAF
  - ISNI
  - BnF (données)
  - IdRef
  - LCCN
  - Italie
  - Belgique
  - Norvège